# Quyền LGBT ở Bolivia
Quyền đồng tính nữ, đồng tính nam, song tính và chuyển giới ở Bolivia có thể phải đối mặt với những thách thức pháp lý mà những người không LGBT không gặp phải. Cả nam và nữ hoạt động tình dục đồng giới đều hợp pháp trong Bôlivia. Năm 2016, Hiến pháp Bôlivia đã thông qua Luật bản dạng giới, được coi là một trong những luật tiến bộ nhất liên quan đến người chuyển giới trên thế giới.
Tuy nhiên, báo cáo phân biệt đối xử với người LGBT không phải là hiếm.  Năm 2017, Thanh tra viên Bolivian báo cáo rằng 64 người LGBT đã bị sát hại tại quốc gia năm đó, trong đó chỉ có 14 trường hợp đã được điều tra và không có trường hợp nào dẫn đến một bản án.

## Bảng tóm tắt
| Hoạt động tình dục đồng giới hợp pháp                                                                                       | (Từ năm 1832)                                    |
| Độ tuổi đồng ý | (Từ năm 1832)                                    |
| Luật chống phân biệt đối xử trong việc làm                                                                                  | (Từ năm 2009)                                    |
| Luật chống phân biệt đối xử trong việc cung cấp hàng hóa và dịch vụ                                                         | (Từ năm 2009)                                    |
| Luật chống phân biệt đối xử trong tất cả các lĩnh vực khác (bao gồm phân biệt đối xử gián tiếp, ngôn từ kích động thù địch) | (Từ năm 2009)                                    |
| Tội ác căm thù bao gồm cả xu hướng tính dục và bản dạng giới                                                                | (Từ năm 2010, thông qua một tình tiết tăng nặng) |
| Công nhận các cặp đồng giới (ví dụ: kết hợp dân sự)                                                                         | (Đang chờ xử lý)                                 |
| Hôn nhân đồng giới | (Hiến pháp cấm từ năm 2009)                      |
| Con nuôi của các cặp vợ chồng đồng giới                                                                                     | No                                               |
| Con nuôi chung của các cặp đồng giới                                                                                        | No                                               |
| Nhận nuôi bởi một người LGBT                                                                                                | Yes                                              |
| Người LGBT được phép phục vụ trong quân đội                                                                                 | (Từ năm 2015)                                    |
| Truy cập IVF cho đồng tính nữ                                                                                               | No                                               |
| Quyền thay đổi giới tính hợp pháp                                                                                           | (Từ năm 2016)                                    |
| Liệu pháp chuyển đổi bị cấm ở trẻ vị thành niên                                                                             | No                                               |
| Mang thai hộ thương mại cho các cặp đồng tính nam                                                                           |                                                  |
| NQHN được phép hiến máu | (Trì hoãn vĩnh viễn từ năm 1997)                 |